# الحضينة (الجميمة)

تعديل مصدري - تعديل

الحضينة هي إحدى قرى عزلة مساهر مور بمديرية الجميمة التابعة لمحافظة حجة، بلغ تعداد سكانها 34 نسمة حسب تعداد اليمن لعام 2004.